# Dibrommetan
Dibrommetan, även känt som metylenbromid eller metylendibromid är en kemisk förening med formeln CH2Br2. Ämnet är en halometan. Ämnet är svagt lösligt i vatten, men är väldigt lösligt i koltetraklorid, dietyleter och metanol.
Ämnets brytningsindex är 1,5419 (20 °C, D).

## Tillverkning
Dibrommetan kan tillverkas genom att låta bromoform reagera med natriumarsenit och natriumhydroxid, varvid det även bildas natriumarsenat och natriumbromid:
CHBr3 + Na3AsO3 + NaOH → CH2Br2 + Na3AsO4 + NaBr
Ett annat sätt att tillverka ämnet är att låta dijodmetan reagera med brom.

## Användningsområden
Dibrommetan används som lösningsmedel, mätvätska och i organisk syntes.

## Försiktighetsåtgärder
Dibrommetan har ett LD50-värde på 108 mg/kg (råtta, oralt).

## Identifikatorer
- InChIKey FJBFPHVGVWTDIP-UHFFFAOYAK
- EG-nummer 200-824-2
- ChemSpiderID 2916
- InChI 1/CH2Br2/c2-1-3/h1H2
- RTECS PA7350000